# Kicken voor je kiezen
Kicken voor je kiezen was een radioprogramma van de TROS op Radio 3FM dat liep tussen september 1998 en september 2001. Het was 4 nachten per week te horen, van maandag tot en met donderdag tussen 01:00 en 04:00 uur. Kicken voor je kiezen werd gepresenteerd door Patrick Kicken. Het programma werd geproduceerd door Sander van Minnen. Bart Dubbelt nam medio 2000 het stokje van hem over.

## Format en naam
Kicken voor je kiezen had een format met als hoofddoel om de luisteraar met een lach door de nacht heen te helpen.
Enkele onderdelen van Kicken voor je kiezen waren onder meer Kicken in de kribbe, de dip van half vier, Nico uit Maastricht en de livechat waarmee het programma de luisteraars interactief bij het programma betrok.
"Kicken voor je kiezen" heeft een dubbele betekenis: Enerzijds geeft het aan dat de luisteraar "4 uur lang Kicken voor je kiezen" heeft, en anderzijds: "Als je het echt niet meer weet laat dan Kicken voor je kiezen".
Het programma werd in principe gemaakt vanuit de 3FM-studio, maar soms werd er vanaf een andere locatie uitgezonden: Vanuit de tuin en het parkeerterrein van het Mediacentrum, vanuit locaties in het land waaronder een discotheek, en vanuit het huis en de auto van Kicken.

## Vervolg
Na een nieuwe zendtijdverdeling en programmering in oktober 2001, ging Kicken voor je kiezen over in het programma Altijd de eerste. voor de VARA op 3FM. Dat programma liep totdat Kicken medio 2004 de overstap maakte naar de commerciële radiozender Radio Veronica. Daar maakte hij in 2004 ook nog korte tijd een nachtprogramma onder de naam Kicken voor je kiezen, dat werd uitgezonden tussen 4:00 en 6:00 uur in het weekeinde.